# Championnat de Santa Catarina de football 2009
Navigation
Édition précédente Édition suivante
Le championnat de Santa Catarina de football de 2009 était la 84e édition du championnat de Santa Catarina de football. Il fut remporté par le club d'Avaí FC, qui remporte à cette occasion son 14e titre à ce niveau.

## Fonctionnement
Le championnat se déroule deux phases, matches aller et matchs retour. Le 1er de la phase aller gagne sa place pour le tournoi final à quatre, où le rejoint le vainqueur de la phase retour. Les deux meilleures équipes en nombres de points sur les deux phases cumulées sont également qualifiées pour le tournoi à quatre. 
Pour le tournoi à quatre, les équipes s'affrontent en matches aller et retour, les deux meilleures se qualifiant pour la finale.
La finale se dispute en deux matches, aller et retour également. En cas d'égalité de points après les deux matches, indépendamment de la différence de buts, les deux équipes disputent une prolongation dont le résultat détermine le champion. En cas d'égalité après la prolongation, le titre se joue aux tirs au but.

## Clubs
En 2009, la division principale du championnat regroupait 10 équipes, soit deux de moins qu'en 2008 :
- Atlético de Ibirama (Ibirama)
- Atlético Tubarão (Tubarão)
- Avaí FC (Florianópolis)
- Brusque FC (Brusque) *
- Chapecoense (Chapecó)
- Criciúma EC (Criciúma)
- Figueirense FC (Florianópolis)
- Joinville EC (Joinville)
- CN Marcílio Dias (Itajaí)
- CA Metropolitano (Blumenau)

* Vainqueur du championnat de division spéciale de 2008.

## Matches aller
| 1 | Criciúma            | 19 | 9 | 6 | 1 | 2 | 24 | 16 | +8  |
| 2 | Atlético de Ibirama | 18 | 9 | 5 | 3 | 1 | 16 | 9  | +7  |
| 3 | Joinville           | 16 | 9 | 5 | 1 | 3 | 16 | 9  | +7  |
| 4 | Brusque             | 15 | 9 | 4 | 3 | 2 | 13 | 10 | +3  |
| 5 | Chapecoense         | 13 | 9 | 4 | 1 | 4 | 19 | 16 | +3  |
| 6 | Avaí                | 13 | 9 | 3 | 4 | 2 | 12 | 11 | +1  |
| 7 | Figueirense         | 12 | 9 | 3 | 3 | 3 | 11 | 12 | -1  |
| 8 | Marcílio Dias       | 10 | 9 | 3 | 1 | 3 | 9  | 13 | -4  |
| 9 | Atlético Tubarão    | 4  | 9 | 1 | 1 | 7 | 8  | 24 | -16 |
| 10 | Metropolitano       | 4  | 9 | 0 | 4 | 5 | 8  | 16 | -8  |
| Pts - points marqués; J - matches joués; V - victoires; N - matches nuls; D - défaites; bp - buts pour; bc - buts contre; dif. - différence de buts |                     |    |   |   |   |   |    |    |     |

|  |                                                                  |
|  | Qualifiée pour le tournoi final à quatre, avec 1 point de bonus. |

## Matches retour
| 1 | Avaí                | 22 | 9 | 7 | 1 | 1 | 19 | 9  | +10 |
| 2 | Chapecoense         | 20 | 9 | 6 | 2 | 1 | 20 | 8  | +12 |
| 3 | Metropolitano       | 17 | 9 | 5 | 2 | 2 | 20 | 10 | +10 |
| 4 | Joinville           | 17 | 9 | 5 | 1 | 3 | 19 | 12 | +7  |
| 5 | Figueirense         | 15 | 9 | 4 | 3 | 2 | 16 | 15 | +1  |
| 6 | Atlético de Ibirama | 9  | 9 | 2 | 3 | 4 | 8  | 16 | -8  |
| 7 | Brusque             | 10 | 9 | 2 | 4 | 3 | 14 | 15 | -1  |
| 8 | Marcílio Dias       | 8  | 9 | 2 | 2 | 5 | 12 | 19 | -7  |
| 9 | Criciúma            | 7  | 9 | 2 | 1 | 6 | 21 | 24 | -3  |
| 10 | Atlético Tubarão    | 1  | 9 | 0 | 1 | 8 | 4  | 24 | -20 |
| Pts - points marqués; J - matches joués; V - victoires; N - matches nuls; D - défaites; bp - buts pour; bc - buts contre; dif. - différence de buts |                     |    |   |   |   |   |    |    |     |

|  |                                                                  |
|  | Qualifiée pour le tournoi final à quatre, avec 1 point de bonus. |

## Classement général
| 1 | Avaí                | 35 | 18 | 10 | 5 | 3  | 30 | 20 | +10 |
| 2 | Chapecoense         | 33 | 18 | 10 | 3 | 5  | 39 | 24 | +15 |
| 3 | Joinville           | 32 | 18 | 10 | 2 | 6  | 35 | 21 | +14 |
| 4 | Figueirense         | 27 | 18 | 7  | 6 | 5  | 27 | 27 | 0   |
| 5 | Atlético de Ibirama | 27 | 18 | 7  | 6 | 5  | 24 | 25 | -1  |
| 6 | Criciúma            | 26 | 18 | 8  | 2 | 8  | 45 | 40 | +5  |
| 7 | Brusque             | 25 | 18 | 6  | 7 | 5  | 27 | 25 | +2  |
| 8 | Metropolitano       | 21 | 18 | 5  | 6 | 7  | 28 | 26 | +2  |
| 9 | Marcílio Dias       | 18 | 18 | 5  | 3 | 10 | 21 | 32 | -11 |
| 10 | Atlético Tubarão    | 5  | 18 | 1  | 2 | 15 | 12 | 48 | -36 |
| Pts - points marqués; J - matches joués; V - victoires; N - matches nuls; D - défaites; bp - buts pour; bc - buts contre; dif. - différence de buts |                     |    |    |    |   |    |    |    |     |

|  | |
|  | Qualifiées pour le tournoi final à quatre par victoire dans l'une des deux phases aller et retour. |
|  | Qualifiées pour le tournoi final à quatre au classement général.                                   |
|  | Reléguées en division spéciale pour 2010.                                                          |

## Tournoi final
| 1 | Avaí        | 11 | 6 | 3 | 1 | 2 | 9 | 7  | +2 | +1 |
| 2 | Chapecoense | 11 | 6 | 3 | 2 | 1 | 6 | 5  | +1 | 0  |
| 3 | Joinville   | 10 | 6 | 3 | 1 | 2 | 8 | 7  | +1 | 0  |
| 4 | Criciúma    | 3  | 6 | 0 | 2 | 4 | 6 | 10 | -4 | +1 |
| Pts - points marqués; J - matches joués; V - victoires; N - matches nuls; D - défaites; bp - buts pour; bc - buts contre; dif. - différence de buts; PB - Points de bonus |             |    |   |   |   |   |   |    |    |    |

|  |                            |
|  | Qualifiées pour la finale. |

## Finale
Chapecoense joua le match aller à domicile pour avoir moins bien terminé le championnat qu'Avaí FC.
| Champion | Finaliste   | Aller | Retour | Prolongation |
| -------- | ----------- | ----- | ------ | ------------ |
| Avaí     | Chapecoense | 1x3   | 3x1    | 3x0          |